# Charles Dilke

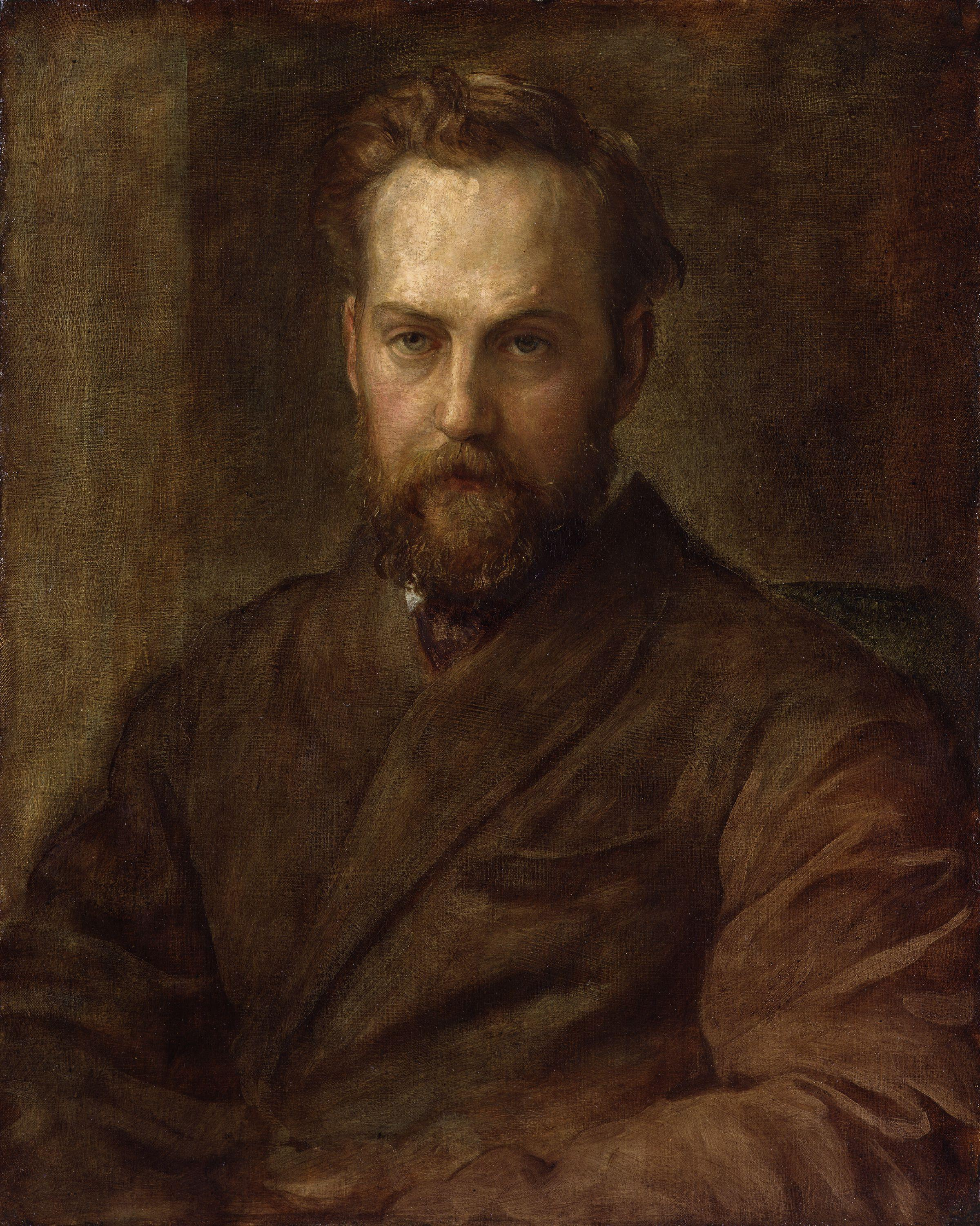
Charles Dilke.

Charles Dilke (1843 - 1911) fue un político británico, miembro del Partido Radical, secretario general del Ministerio de Relaciones Exteriores, miembro del gobierno de Gladstone. Republicano convencido, Sir Charles Dike era un opositor encarnizado de la Reina Victoria.